# Viúva-de-manto-amarelo
Bispo-de-dorso-amarelo, bispo-de-manto-amarelo ou viúva-de-manto-amarelo (Euplectes macroura) é uma espécie de ave da família Ploceidae.
Pode ser encontrada nos seguintes países: Angola, Benin, Burkina Faso, Burundi, Camarões, República Centro-Africana, Chade, República do Congo, República Democrática do Congo, Costa do Marfim, Eritreia, Etiópia, Gabão, Gâmbia, Gana, Guiné, Guiné-Bissau, Quénia, Libéria, Malawi, Mali, Moçambique, Níger, Nigéria, Senegal, Serra Leoa, Sudão, Tanzânia, Togo, Uganda, Zâmbia e Zimbabwe.
Os seus habitats naturais são: campos de gramíneas de baixa altitude subtropicais ou tropicais sazonalmente húmidos ou inundados.